# 山口尚秀
山口 尚秀（やまぐち なおひで、2000年10月28日 - ）は、愛媛県今治市出身のパラ競泳選手、会社員。特別支援学校卒業後、今治市役所に勤務したが、さらに競泳の練習に打ち込むため、2019年12月に四国ガスへ転職。現在も同社に所属する。

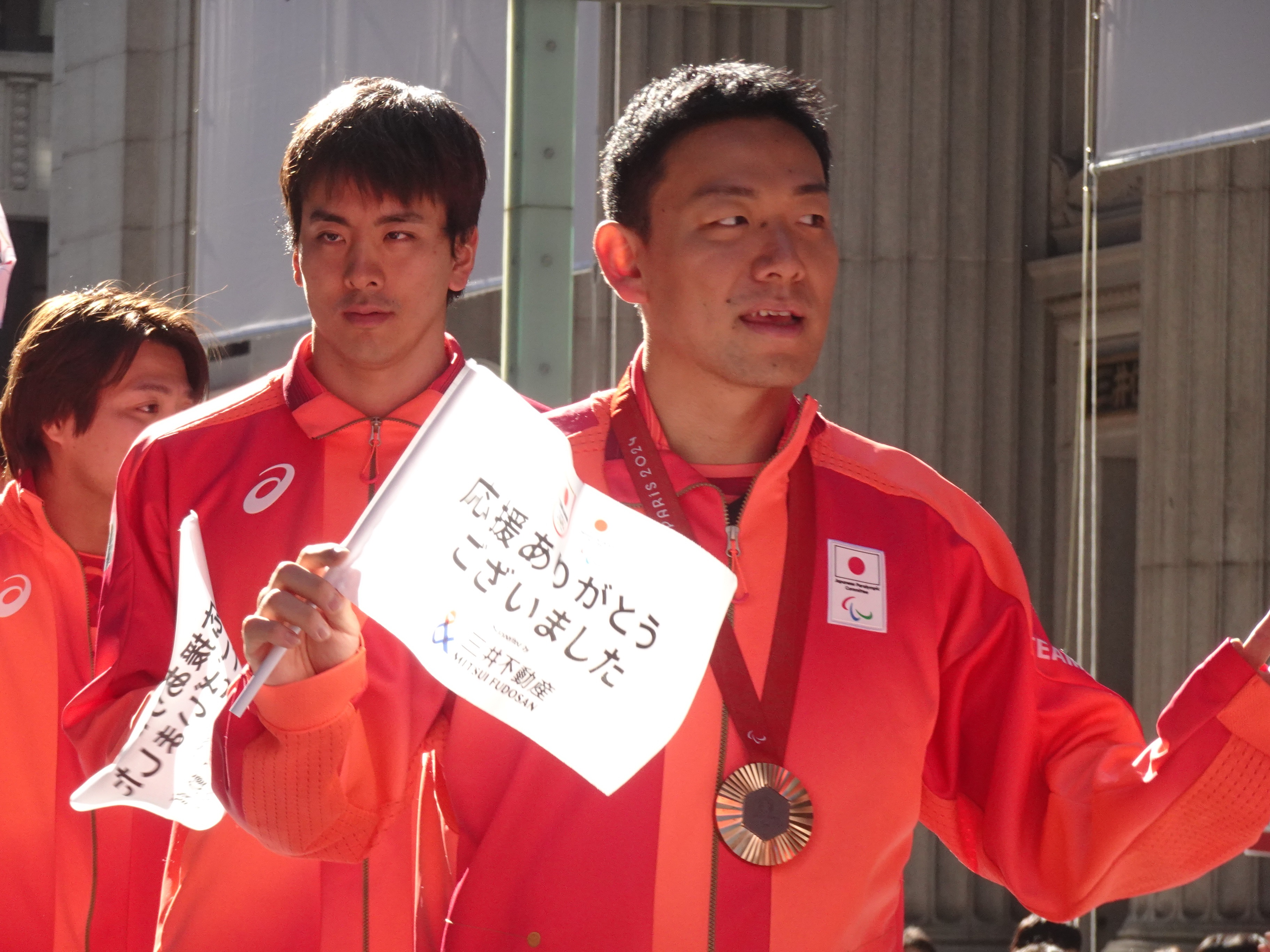
「パリ2024オリンピック・パラリンピック TEAM JAPAN応援感謝イベント」での山口尚秀(右)

2021年開催の東京パラリンピック 競泳 男子100m平泳ぎSB14 金メダリスト。

## 経歴
3歳の時に知的障害を伴う自閉症と診断され、小学校から高校まで特別支援学校に通った。山口の母親によれば、自閉症を抱える山口は元来こだわりが強く、さらに他人とコミュニケーションをとることや団体で行動することが苦手な子どもだったため、校区内の学校ではなく、山口の特性を伸長させる特別支援学校への進学を選択したという。山口が小学4年生の時に、今治市の隣の市のスイミングスクールが障害のある児童を対象とするコースを設け、山口もそこに通い始めた。高校1年生の時に出場した全国障害者スポーツ大会で良好な成績をたたき出し、パラ競泳を目指し始める。2019年には成績が大きく伸び、100ｍ平泳ぎでは2月のワールドシリーズメルボルン大会で銀を、5月の同シンガポール大会では、銅メダルを獲得するに至った。さらに9月の世界選手権では1分04秒95という世界新記録で金メダルを獲得し、2020年東京パラリンピック出場が内定。2021年5月には1分4秒00と再び世界記録を更新した。同年8月の東京パラリンピックでは100m平泳ぎに出場、予選を1分4秒45の全体1位で通過した。決勝では、前半から首位に立ち、後半は豪州選手と競り合ったものの最後まで優位を保ち、自身のマークした従来の世界記録を0秒23上回り、金メダルを獲得した。同年、紫綬褒章受章。
東京パラリンピック 競泳 男子100m平泳ぎSB14において金メダルを獲得した功績をたたえ、2021年11月10日、愛媛県今治市のJR今治駅前に記念のゴールドポスト（第9号）が設置された（ゴールドポストプロジェクト）。
2022年6月に行われた世界選手権では、男子100メートル平泳ぎの種目に出場し、大会新記録となる1分4秒46を記録し、2大会連続で金メダルを獲得した。7月に横浜国際プールで開催された日本知的障害者選手権では、200メートル平泳ぎに出場し、自身2種目目の世界新記録となる2分20秒56で優勝した。

## 人物
187cmという長身と30cmという大きな足、肩甲骨まわりの柔軟性を生かした躍動的な泳ぎに強みがある。好物は揚げ物と炭酸飲料。「尚秀」の名は、山口が生まれた2000年のシドニー五輪女子マラソンで金メダルを獲得した高橋尚子の「尚」と、当時読売ジャイアンツに所属していた松井秀喜の「秀」からとったもので、その由来について山口の母親は「高橋さんは穏やかで優しく努力できる人。松井さんも人柄が良くて」と語っている。鉄道ファンであり、動物好きでもある。